# Sambir (raião)
Raion de Sambir (em ucraniano:  Самбірський район) é um raion no Oblast de Lviv, no oeste da Ucrânia. Seu centro administrativo é Sambir. Segundo uma estimativa, a população em 2016 era de 68,391, em 2021 era de 225,925. Foi estabelecido em 1965.

## Pessoas do Raion de Sambir
- Petro Konashevych-Sahaidachny (1570-1622) — líder político e cívico ucraniano.
- Marko Zhmaylo-Kulchytskyy — líder da revolta camponesa-cossaca de Zhmaylo em 1625.
- Yuriy Frants Kulchytsky (1640-1694) — líder político e cívico da Ucrânia.
- Omeljan Pritsak (1919-2006) — historiador ucraniano-americano, professor de história ucraniana Mykhailo Hrushevsky na Universidade de Harvard e diretor (1973–1989) fundador do Instituto de Pesquisa Ucraniano de Harvard.[2]

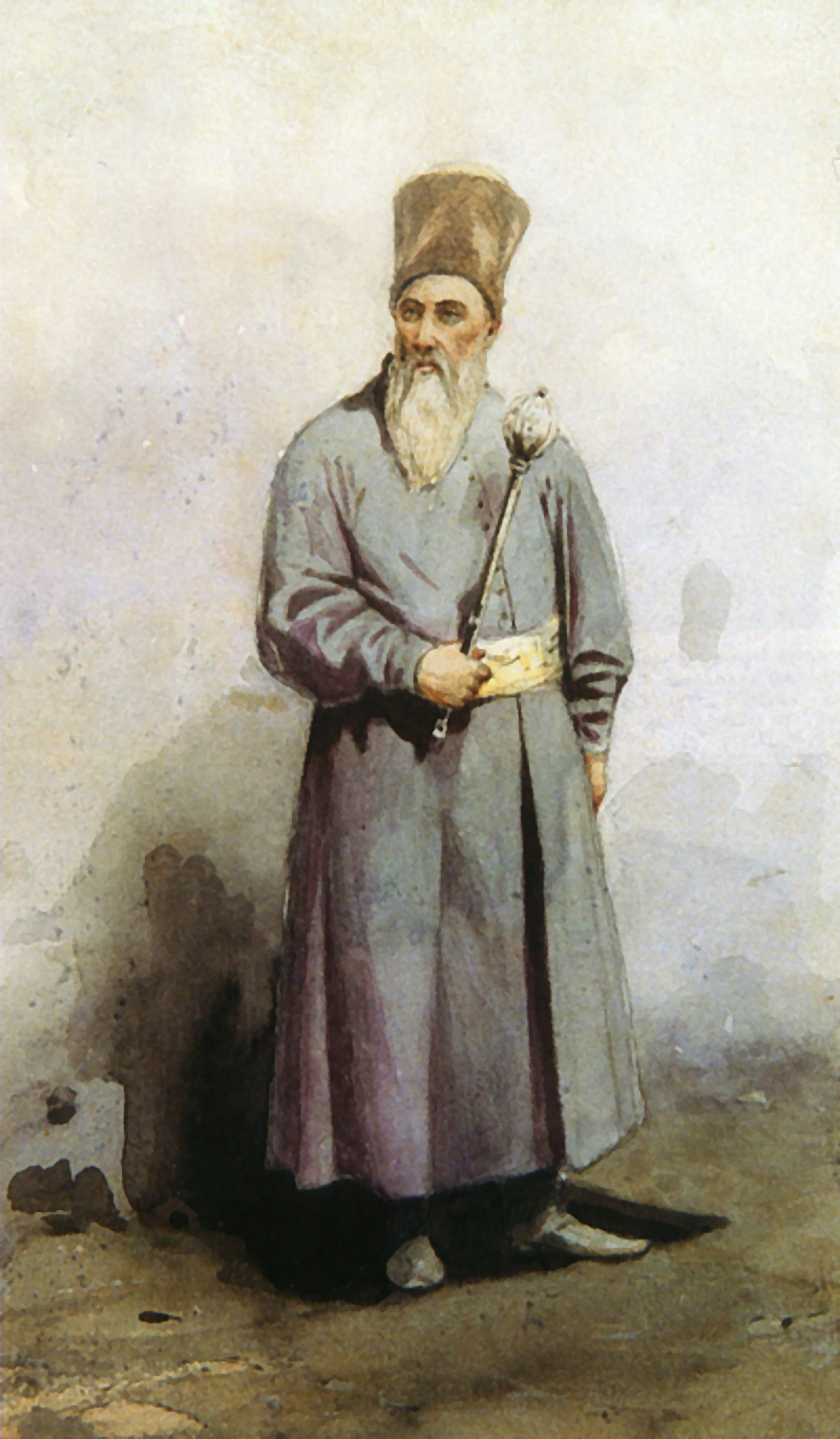
Petro Konashevych-Sahaidachny
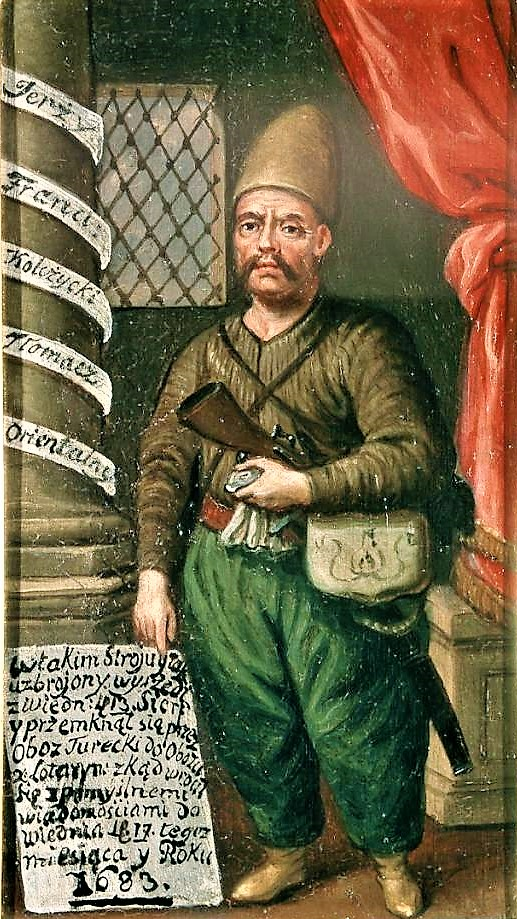
Yuriy Frants Kulchytsky